# 皱果棱子芹
皱果棱子芹（学名：Pleurospermum nubigenum）是伞形科棱子芹属的植物，为中国的特有植物。分布于中国大陆的四川等地，生长于海拔4,900米的地区，多生在山坡草地，目前尚未由人工引种栽培。